# Frépillon
Frépillon és un municipi francès, situat al departament de Val-d'Oise i a la regió de Illa de França. L'any 2007 tenia 2.605 habitants.
Forma part del cantó de Saint-Ouen-l'Aumône, del districte d'Argenteuil i de la Comunitat d'aglomeració Val Parisis.

## Demografia

### Població
El 2007 la població de fet de Frépillon era de 2.605 persones. Hi havia 921 famílies, de les quals 175 eren unipersonals (76 homes vivint sols i 99 dones vivint soles), 265 parelles sense fills, 441 parelles amb fills i 40 famílies monoparentals amb fills.
La població ha evolucionat segons el següent gràfic:
Habitants censats

### Habitatges
El 2007 hi havia 972 habitatges, 931 eren l'habitatge principal de la família, 10 eren segones residències i 31 estaven desocupats. 859 eren cases i 112 eren apartaments. Dels 931 habitatges principals, 811 estaven ocupats pels seus propietaris, 96 estaven llogats i ocupats pels llogaters i 24 estaven cedits a títol gratuït; 22 tenien una cambra, 56 en tenien dues, 149 en tenien tres, 185 en tenien quatre i 520 en tenien cinc o més. 761 habitatges disposaven pel capbaix d'una plaça de pàrquing. A 372 habitatges hi havia un automòbil i a 476 n'hi havia dos o més.

### Piràmide de població
La piràmide de població per edats i sexe el 2009 era:
| Homes | Edats   | Dones |
| ----- | ------- | ----- |
| 0     | 95 o +  | 4     |
| 0     | 90 a 94 | 12    |
| 2     | 85 a 89 | 9     |
| 11    | 80 a 84 | 14    |
| 30    | 75 a 79 | 34    |
| 30    | 70 a 74 | 38    |
| 25    | 65 a 69 | 44    |
| 73    | 60 a 64 | 51    |
| 76    | 55 a 59 | 77    |
| 103   | 50 a 54 | 109   |
| 106   | 45 a 49 | 78    |
| 86    | 40 a 44 | 119   |
| 90    | 35 a 39 | 74    |
| 68    | 30 a 34 | 95    |
| 67    | 25 a 29 | 53    |
| 56    | 20 a 24 | 43    |
| 67    | 15 a 19 | 64    |
| 97    | 10 a 14 | 69    |
| 85    | 5 a 9   | 88    |
| 89    | 0 a 4   | 62    |

## Economia
El 2007 la població en edat de treballar era de 1.754 persones, 1.320 eren actives i 434 eren inactives. De les 1.320 persones actives 1.226 estaven ocupades (662 homes i 564 dones) i 94 estaven aturades (41 homes i 53 dones). De les 434 persones inactives 131 estaven jubilades, 193 estaven estudiant i 110 estaven classificades com a «altres inactius».

### Ingressos
El 2009 a Frépillon hi havia 913 unitats fiscals que integraven 2.537 persones, la mediana anual d'ingressos fiscals per persona era de 25.431 €.

### Activitats econòmiques
Dels 90 establiments que hi havia el 2007, 1 era d'una empresa alimentària, 2 d'empreses de fabricació de material elèctric, 1 d'una empresa de fabricació d'elements pel transport, 8 d'empreses de fabricació d'altres productes industrials, 14 d'empreses de construcció, 24 d'empreses de comerç i reparació d'automòbils, 7 d'empreses de transport, 2 d'empreses d'hostatgeria i restauració, 2 d'empreses d'informació i comunicació, 3 d'empreses financeres, 5 d'empreses immobiliàries, 14 d'empreses de serveis, 3 d'entitats de l'administració pública i 4 d'empreses classificades com a «altres activitats de serveis».
Dels 21 establiments de servei als particulars que hi havia el 2009, 1 era una oficina de correu, 2 tallers de reparació d'automòbils i de material agrícola, 2 guixaires pintors, 4 fusteries, 4 lampisteries, 2 electricistes, 1 empresa de construcció, 2 perruqueries, 1 restaurant, 1 agència immobiliària i 1 saló de bellesa.
Dels 3 establiments comercials que hi havia el 2009, 1 era una gran superfície de material de bricolatge, 1 una botiga de menys de 120 m² i 1 una botiga de mobles.
L'any 2000 a Frépillon hi havia 5 explotacions agrícoles.

## Equipaments sanitaris i escolars
L'únic equipament sanitari que hi havia el 2009 era una farmàcia.
El 2009 hi havia 1 escola maternal i 1 escola elemental.

## Poblacions més properes
El següent diagrama mostra les poblacions més properes.